# Turnhallenkonferenz
Die Turnhallenkonferenz  bezeichnet die Verhandlung politischer Gruppierungen in Südwestafrika zwischen September 1975 und Oktober 1977 mit dem Ziel eines Verfassungsentwurfes.

## Vorgeschichte
Nachdem der Internationale Gerichtshof 1971 die fortdauernde südafrikanische Präsenz in Südwestafrika als unrechtmäßig verurteilte und 1973 die SWAPO von der Vollversammlung der Vereinten Nationen als „authentische Repräsentation des Namibischen Volkes“ anerkannt wurde, begann die Mandatsmacht Südafrika zunehmend einzulenken. Südafrika erklärte vermehrt, dass die Bürger Südwestafrikas eigenständig über ihre Zukunft entscheiden sollten.
In diesem Zusammenhang wurde die Initiative ergriffen, eine Konferenz aller Volksgruppen Südwestafrikas, jedoch unter Ausschluss der Mandatsmacht, abzuhalten.

## Konferenz

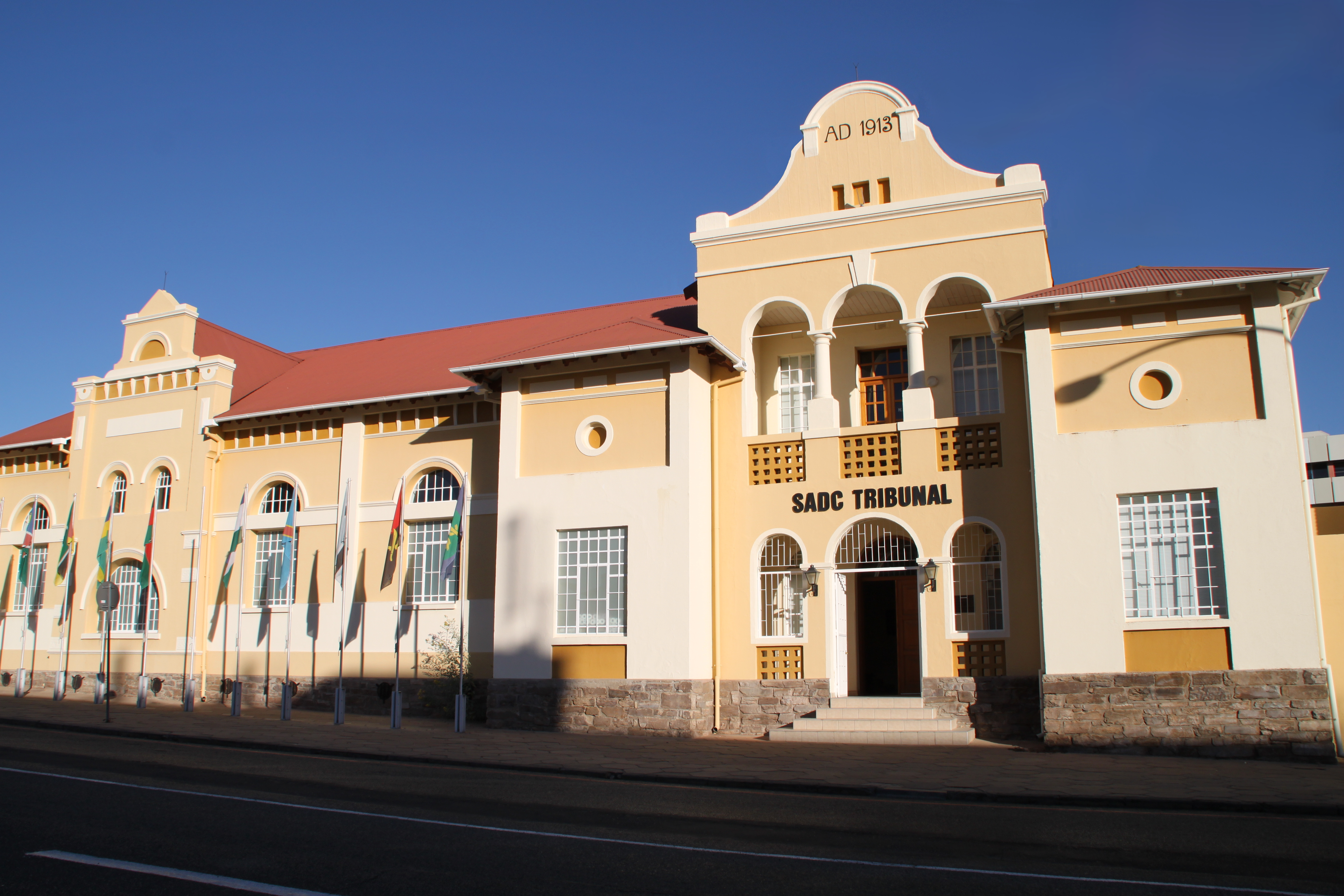
Die Turnhalle in Windhoek

Die Konferenz begann am 1. September 1975 und fand in der namensgebenden Turnhalle in Windhoek statt. Der Konferenz gehörten, unter der Leitung von Dirk Mudge, Vertreter aller 12 ethnischen Gruppen an. Politische Parteien durften sich jedoch nicht an der Versammlung beteiligen.
Im August 1976 beschloss die Turnhallenkonferenz einstimmig die Unabhängigkeit Südwestafrikas zum 31. Dezember 1978. Zur Vorbereitung der Unabhängigkeit sollte eine Übergangsregierung eingesetzt werden, bestehend aus einem Parlament und einem Ministerrat. Die einzelnen Volksgruppen sollten je einen Vertreter in die Regierung entsenden. Außerdem beschloss man die Ausarbeitung einer Verfassung für die Übergangsregierung, die zugleich als Grundlage der endgültigen Verfassung dienen sollte.
Die Vereinten Nationen lehnten die Vorschläge der Turnhallenkonferenz ab, woraufhin der südafrikanische Premierminister Balthazar Johannes Vorster betonte, die Beschlüsse der Konferenz auch gegen den Willen der Vereinten Nationen durchzuführen.
Am 18. Mai 1977 fand ein Referendum zum Verfassungsvorschlag der Turnhallenkonferenz, das Referendum in Südwestafrika 1977, statt. Es wurde angenommen, schlussendlich aber nie verabschiedet.
Am 6. Oktober 1977 wurde die Turnhallenkonferenz offiziell aufgelöst. Durch den Zusammenschluss einer Vielzahl verschiedener Parteien kam es einen Monat später zur Gründung der  Demokratischen Turnhallenallianz (DTA). Diese wurde von Ovaherero-Führer Clemens Kapuuo als erstem Präsidenten und Dirk Mudge als Vorsitzendem geführt.
Im September 1978 verabschiedete der Sicherheitsrat der Vereinten Nationen die Resolution 435, in der Südafrika aufgefordert wurde seine Truppen aus Südwestafrika abzuziehen und die Wahlen frei und fair unter der Aufsicht der Vereinten Nationen stattfinden zu lassen.
Südafrika widersetzte sich dieser Resolution und ließ im Dezember 1978 Wahlen in Südwestafrika durchführen. Die DTA gewann die Wahlen mit mehr als 82 %. Jedoch nahmen SWAPO, Namibia National Front und SWAPO-D nicht an den Wahlen teil.